# Elina Duni

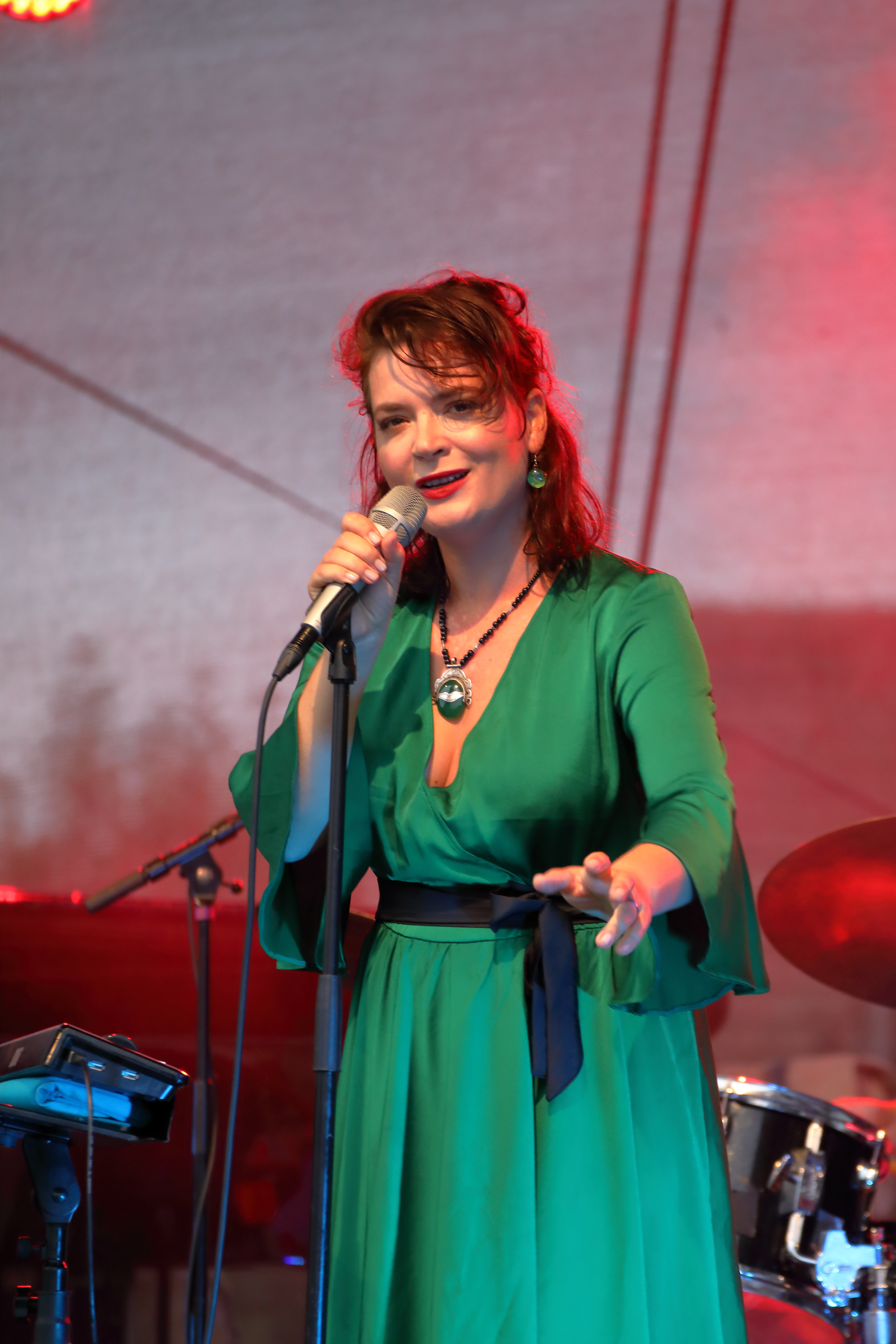
Elina Duni auf dem INNtöne Jazzfestival 2020

Elina Duni (* 10. März 1981 in Tirana) ist eine albanisch-schweizerische Jazzsängerin. Mit ihrem Quartett interpretiert sie Volkslieder vom Balkan mit den Stilmitteln des modernen Jazz.

## Leben
Als Tochter von zwei Künstlern – der Schriftstellerin Bessa Myftiu und des aus dem südalbanischen Dorf Dhërmi stammenden Regisseurs Spiro Duni – stand Elina im kommunistischen Albanien bereits mit fünf Jahren zum ersten Mal auf der Bühne. Das Kind lernte Geige und hatte Auftritte in Rundfunk und Fernsehen. Die Eltern liessen sich scheiden, und 1991 übersiedelte Elina mit ihrer Mutter in die Schweiz. Sie lebte für zehn Monate in Luzern, danach in Genf, wo sie im Klavierspiel am Conservatoire de musique de Genève ausgebildet wurde; am Collège de Saussure entdeckte sie den Jazz. Nach dem Schulabschluss im Jahr 2000 beteiligte sie sich an mehreren Film-, Theater- und Jazzprojekten in Albanien und in der Schweiz.
Von 2004 bis 2008 studierte Duni Gesang und Komposition an der Hochschule der Künste Bern. In dieser Zeit gründete sich auch das Elina Duni Quartet bestehend aus Colin Vallon (Klavier), Bänz Oester (Bass) und Norbert Pfammatter (Schlagzeug). Vallon hatte sie dazu bewegt, Lieder aus ihrer Heimat zu spielen – die ihr aber aus der Kindheit kaum vertraut waren, da die Eltern die vom kommunistischen System propagierte Volksmusik verachteten.
Geprägt wird die Musik des Quartetts – bei dem seit 2012 Patrice Moret Bass spielt – von Dunis Gesang. Im Jahr 2008 veröffentlichte die Band die erste CD und tourte durch halb Europa. Sie spielten auch beim Jazz Festival Willisau sowie beim Grenoble Jazz Festival. Die dritte CD des Quartetts Matanë Malit, die 2012 erschien, wurde vom Plattenlabel ECM produziert, ebenso die 2015 erschienene CD Dallëndyshe. 2014 erschien im Kosovo und in Albanien Dunis Soloalbum Muza e Zezë („die schwarze Muse“), auf dem sie sich als Singer-Songwriter vorstellte.
Daneben beteiligt sich Duni auch bei anderen Bands. Mit der albanischen Elektro-Avantgarde-Pop-Band Retrovizorja entstand die CD Lakuriq, und Duni ist als Gast auf André Manoukians Melanchology zu hören. Weiter realisiert sie verschiedene Soloprojekte. Auf ihrem Soloalbum Partir aus 2018 singt sie in neun verschiedenen Sprachen, darunter Schwyzerdütsch, Italienisch und Albanisch.
Mit dem Bandprojekt Aksham verwirklichte sie seit 2018 in Quintettbesetzung eine Konvergenz von temperiertem Jazz und Dichtung. Gesungen wird auf Englisch und Französisch. Die dichterischen Texte stammen von James Joyce, Paul Verlaine und ihr selbst. Ein erstes gleichnamig getiteltes Album kam 2019 auf Nome heraus. Die Kompositionen sind teils von der ganzen Band erarbeitet, stammen meist von Duni, Pianist Marc Perrenoud oder Trompeter David Enhco. Ein Auftritt mit dem Albummaterial wurde auf dem Cully Jazz Festival mitgeschnitten und vom Deutschlandfunk Kultur am 2. September 2019 gesendet.
Duni lebte lange in Zürich. Heute wohnt sie zusammen mit ihrem Lebensgefährten, dem britischen Jazzgitarristen Rob Luft, in London. Sie tritt mit ihm im Duo oder in größeren Besetzungen (etwa mit Corrie Dick) auf. Das Paar begegnete sich 2017 beim Montreux Jazz Festival, wo Luft 2016 den Gitarren-Wettbewerb gewonnen hatte und Duni für die verhinderte Patti Austin einsprang.

## Auszeichnungen

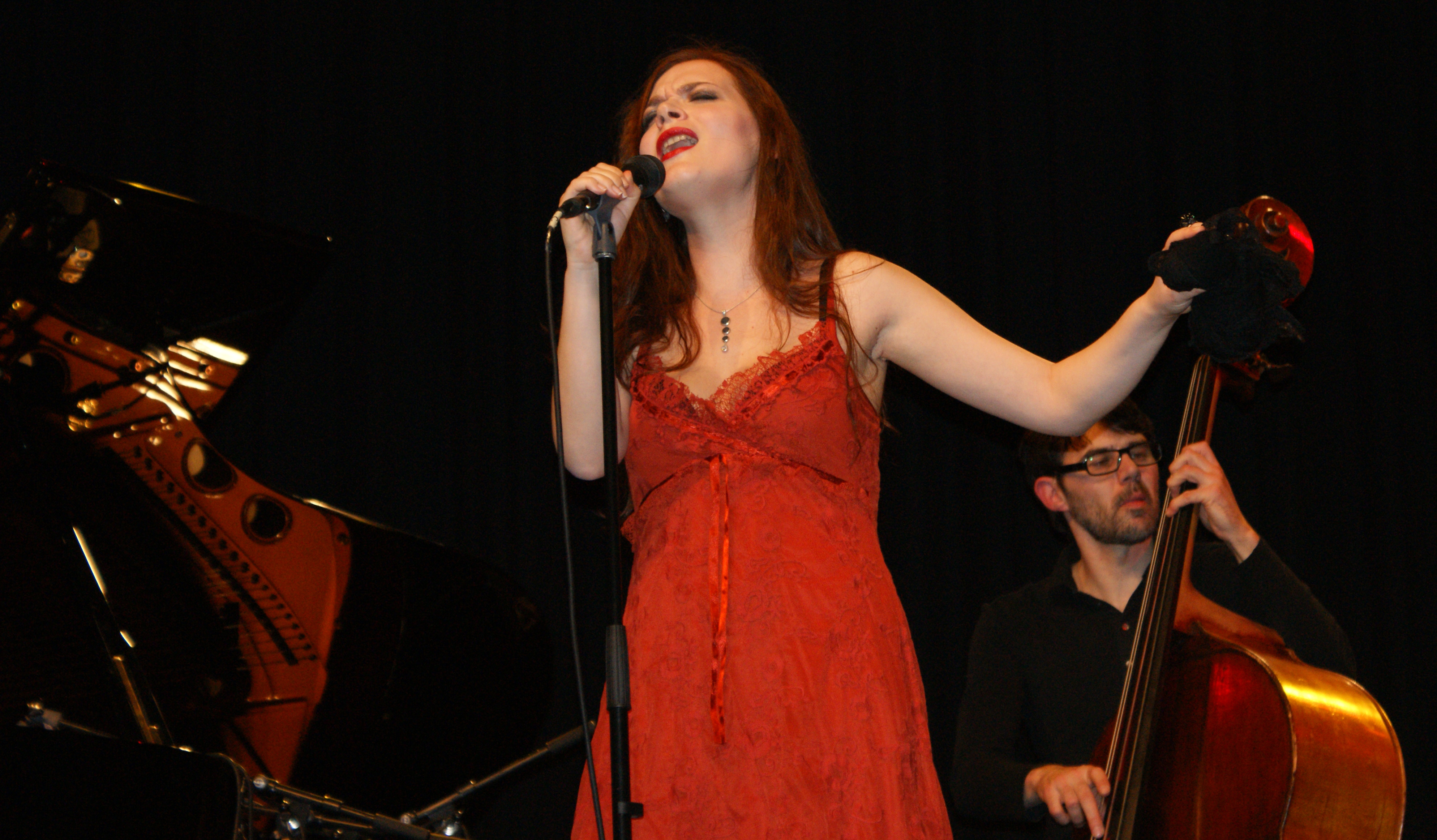
Konzert in Wil mit Patrice Moret im Hintergrund (2011)

Duni erhielt 2005 den Sonderpreis der Jury in Tirana für die CD Lakuriq mit der Gruppe Retrovizorja. 2007 war sie Trägerin des Friedl Wald-Stipendiums. Im Folgejahr wurde sie von der Musikkommission des Kantons Bern mit dem Coup de cœur ausgezeichnet; auch erhielt sie ein Stipendium der Hochschule der Künste Bern für den Best-Berufseinstieg (2008). Ihr Quartett wurde für die prioritäre Jazzförderung der Pro Helvetia 2010–2012 ausgewählt. 2012 war sie die Preisträgerin des 15. Essener Jazz Pott. Das Album Partir gewann in Brüssel den Klara Award in der Kategorie „Bestes internationales Album 2018“. Das Album Lost Ships wurde im NDR als „Album der Woche“ ausgezeichnet.

## Zitate
„Doch selten berührt das Ohr eine Musik wie Baresha, wie die Lieder der unbekannten Elina Duni, die auf ihrem ersten Album albanische, griechische und bulgarische Songs in Jazz verwandelt, ohne sie und sich unter Wert zu verkaufen.“

„Überhaupt ist es frappierend, wie selbstverständlich hier zwei Welten zueinander finden, weitab von klischeehaftem Balkanjazz.“

„Ein Statement für kulturellen Reichtum und gegen Nationalismus.“

## Diskographie
- Lakuriq (2004 mit Retrovizroja)
- Baresha (2008, Meta Records)
- Lume Lume (2010, Meta Records)
- I kaltër (2010 mit Retrovizroja)
- Matanë Malit (2012, ECM)[16]
- Muza e Zezë (2014)
- Dallëndyshe (2015, ECM)
- Partir (ECM, 2018)
- Aksham (Nome, 2019; mit David Enhco - tp, Marc Perrenoud - p, Florent Nisse - b, Fred Pasqua - dr)
- Lost Ships (2020, ECM; mit Rob Luft, Fred Thomas, Matthieu Michel)[12]
- A Time to Remember (2023, ECM; mit Rob Luft, Fred Thomas, Matthieu Michel)[17]